# Райгер
Райгер (исп. Raiguer)  — район (комарка) в Испании, входит в провинцию Балеарские острова.

## Муниципалитеты
1. Аларо
2. Алькудия
3. Бинисалем
4. Бужер
5. Кампанет
6. Консель
7. Инка
8. Льосета
9. Манкор-дель-Валье
10. Маррачи
11. Ла-Пуэбла
12. Санта-Мария-дель-Ками
13. Сельва (Балеарские острова)